# 打越光重
打越 光重（うていち みつしげ）は、戦国時代の武将。「由利十二頭」のひとり。

## 経歴・人物
天正18年（1590年）小田原征伐で信濃衆に加わり北条方の松井田城、鉢形城、八王子城を落城させる。同年12月24日、その軍功を賞され豊臣秀吉より出羽由利郡打越郷にて1250石を安堵される。文禄元年（1592年）秀吉の朝鮮出兵に際して肥前国名護屋に在陣した。